# Auried
Auried ist ein Weiler in der Gemeinde Haselbach im niederbayerischen Landkreis Straubing-Bogen und deren Gemeindeteil.
Der Weiler liegt gut eineinhalb Kilometer Luftlinie nordwestlich des Ortskerns von Haselbach östlich der Kreisstraße SR 4.

## Geschichte
Im topographisch-statistischen Lexicon von 1831 wird Auried erwähnt als Einöde der Pfarrei Haibach, zwei Stunden von Stallwang, 
in der Matrikel des Bistums Regensburg von 1838 gehört Auried zur Pfarrei Haselbach.
Der heutige aus sieben Wohngebäuden bestehende Weiler entstand aus einem einzelnen Hof an der Position der heutigen Hausnummer 5. Hier steht ein gelistetes Baudenkmal, ein mit 1781 bezeichneter Traidkasten mit Obergeschoss-Blockbau und zwei verbretterten Schroten.
Die weitere Bebauung erfolgte entlang der Kreisstraße. Im Jahr 1900 gab es zwei Wohngebäude, 1925 und 1950 wurden drei Wohngebäude ermittelt und bei den Volkszählungen 1961 und 1987 waren es fünf Wohngebäude.

## Einwohnerentwicklung
| Jahr      | 1838 | 1860 | 1871 | 1875 | 1885 | 1900 | 1925 | 1950 | 1961 | 1970 | 1987 |
| --------- | ---- | ---- | ---- | ---- | ---- | ---- | ---- | ---- | ---- | ---- | ---- |
| Einwohner | 4    | 7    | 20   | 30   | 26   | 16   | 18   | 21   | 18   | 20   | 16   |